# Острова Актеон
Острова́ Актео́н (фр. Groupe Actéon) — группа из четырёх атоллов в южной части архипелага Туамоту (Французская Полинезия), простирающаяся с запада на восток на 47 км. Расположена примерно в 225 км от острова Мангарева.

## География
Включает в себя атоллы:
| № | Остров       | Площадь, км² | Площадь лагуны, км² | Население, чел. (2007) | Плотность, чел./км² | Координаты                 |
| - | ------------ | ------------ | ------------------- | ---------------------- | ------------------- | -------------------------- |
| 1 | Ваханга      | 3,8          | 12,6                | необитаем              |                     | 21°19′ ю. ш. 136°39′ з. д. |
| 2 | Матуреивавао | 2,5          | 18                  | необитаем              |                     | 21°29′ ю. ш. 136°24′ з. д. |
| 3 | Тенараро     | 2            | 1,6                 | необитаем              |                     | 21°18′ ю. ш. 136°45′ з. д. |
| 4 | Тенарунга    | 2,2          | 5                   | необитаем              |                     | 21°21′ ю. ш. 136°32′ з. д. |
|   | Всего        | 10,5         | 37,2                | необитаем              |                     |                            |

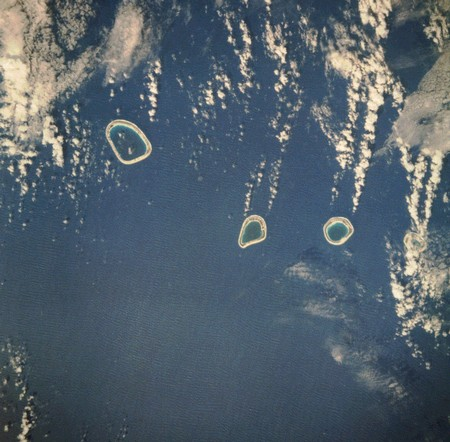
Космический снимок группы.

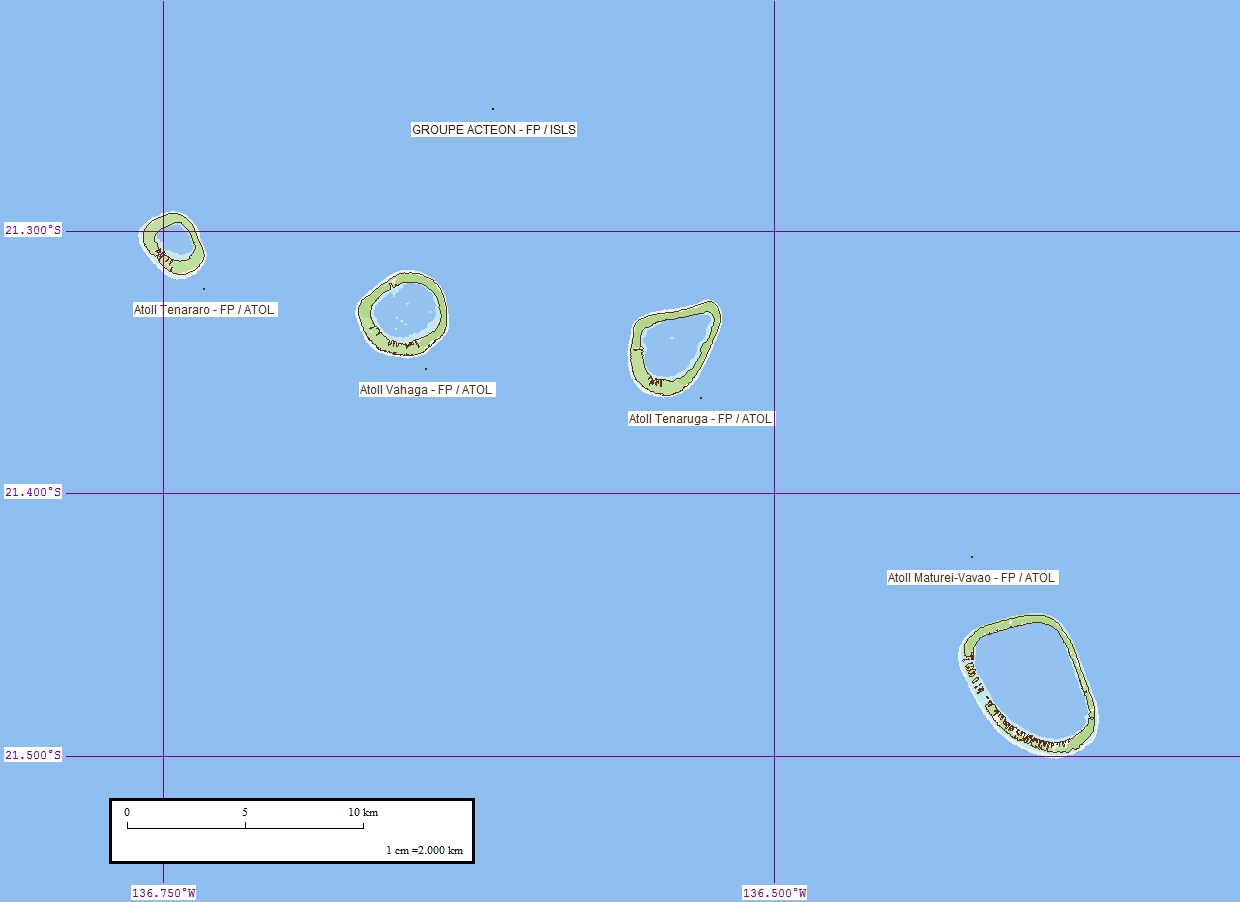
Карта группы Актеон.

Часто острова Актеон называют островами Матуреивавао в честь крупнейшего атолла группы площадью в 2,5 км².

## История
Группа была открыта 5 февраля 1606 года испанским мореплавателем родом из Португалии, Педро Фернандесом Киросом. Он описал их как четыре острова покрытые кокосовыми пальмами. В бортовых записях они фигурировали как: «Cuatro Coronadas», «Cuatro Hermanas» (четыре сестры) и «Anegadas» (затопленные).
В 1983 году группа сильно пострадала от циклона.

## Административное деление
Административно входит в состав коммуны Гамбье.

## Население
Все острова необитаемы (2007), хотя время от времени их посещают жители соседних атоллов.